# Götz Béla
Götz Béla (Budapest, 1940. május 7. –) Jászai Mari-díjas magyar díszlettervező, egyetemi tanár.

## Életpályája
Gimnáziumi tanulmányait az Árpád Gimnáziumban végezte. 1958-ban a Madách Színház ügyelője, később segédrendezője lett. 1976 óta szcenikus. 1989-től díszlettervező, majd vezető díszlettervező. Tanított a Képzőművészeti Főiskolán.

## Színházi munkái
| - Gyurkovics Tibor: Isten nem szerencsejátékos (1976) - William Shakespeare: Tévedések vígjátéka (1977) - Arbuzov: Kései találkozás (1977) - Bertolt Brecht: Mahagonny tündöklése és bukása (1978) - Arisztophanész: Plutosz (1978) - Vučetić: Búcsúvacsora (1978) - Polgár András: Kettős helyszín (1979) - Drzic: Dundo Maroje (1979) - Aljosin: Változatok egy témára (1979) - Boldizsár Miklós: A hős avagy Zrínyi Péter horvát bán halálának szomorú története (1980) - William Shakespeare: Sok hűhó semmiért (1980) - Brecht: Koldusopera (1980) - Harwood: Az öltöztető (1980) - Ödön von Horváth: A végítélet napja (1981) - Csiky Gergely: Mukányi (1981) - Illyés Gyula: Sorsválasztók (1981) - Nicolaj: Ámokfutó (1981) - Balogh-Kerényi: Csíksomlyói passió (1981, 1987, 1994, 2001) - Csukás István: Ágacska (1981, 1985, 1993) - Zilahy Lajos: Fatornyok (1982) - Willner-Reichert: Három a kislány (1982) - Illyés Gyula: Tiszták (1982) - Csehov: Ványa bácsi (1982) - Eliot: Macskák (1983, 1990, 1991, 1993) - Szörényi Levente-Bródy János: István, a király (1983, 1985) - Skouen: Balerina (1983) - Gyurkovics Tibor: Fészekalja (1983) - Nemeskürty István: A betűk csendjében (1983) - Kaló Flórián: Egyedül (1984) - Szophoklész: Magyar Electra (1984) - Koltai János: Albert Schweitzer (1984) - Szilágyi László: Mária főhadnagy (1984, 1990) - Száraz György: Hajnali szép csillag (1985) - Kaposy Miklós: Reggelre ne feledd a pénzt (1985) - Mérimée: Carmen (1985) - William Shakespeare: Szeget szeggel (1985) - Cooney: Páratlan páros (1985) - Higgins: Maude és Harold (1986) - Vészi Endre: Don Quijote utolsó kalandja (1986) - Molière: Scapin furfangjai (1986) - Dickens: Oliver (1986) - Poiret: Kellemes húsvéti ünnepeket! (1986) - Csehov: Cseresznyéskert (1987) - Petőfi Sándor: János vitéz (1987) - Thoeren-Logan: Van aki forrón szereti (1987) - Szomory Dezső: Takáts Alice (1987) - Asperján György: Robin Hood (1987) - Hofi Géza: Életem bére (1987) - Müller Péter: Doctor Herz (1988) - Kirkwood-Dante: Michael Bennett emlékére (1988) - Bródy János: Fehér Anna (1988) - Brecht: A szecsuáni jólélek (1989) - Jókai Mór: A kőszívű ember fiai (1989) - Gyurkovics Tibor: Boldogháza (1989) - De Filippo: Vannak még kísértetek! (1989) - Kocsis István: Árpád-házi Szent Margit (1989, 1991) - Weöres Sándor: A kétfejű fenevad (1989) - Molière: Don Juan (1989) - Sobol: Gettó (1990) - Krleža: Terézvári garnizon (1990) - Rice: József és a színes, szélesvásznú álomkabát (1991, 1995) - William Shakespeare: Macbeth (1991) - Csukás István: Mesélj, Münchhausen (1991, 1992) - William Shakespeare: Lear király (1991) - Sarkadi-Ivánka: Kőműves Kelemen (1992, 2001) - Schönthan: A Szabin nők elrablása (1992) - Rice: Chess (Sakk) (1992, 1995) - Slade: A férfi, akit szeretek (1992) | - Miklós Tibor: Sztárcsinálók (1992) - Fazekas Mihály: Lúdas Matyi (1992, 1996) - Dorfman: A halál és a leányka (1992) - William Shakespeare: Téli rege (1992) - Goggin: Apácák (1992) - Pap Károly: Szent színpad avagy színház az egész világ (1993) - Brecht: Die Dreigroschenoper (1993) - Simon: Ölelj át! (1993) - Grimani: Agrippina (1993) - Greene: Utazások nénikémmel (1993) - Balla-Mészöly: Áni Máni (1993) - Slade: Jövőre veled újra (1993) - Stone-Cooney: Miért nem marad reggelire? (1994) - Scarnacci-Tarabusi: Kaviár és lencse (1994) - Juhász István: Feri világgá megy (1994) - Németh László: Széchenyi (1994, 2000) - Lessing: Nathan der Weise (1994) - Schikaneder: Eine kleine Zauberflöte (1995) - Cooney-Chapman: Ne most, drágám! (1995, 2007) - García Gutiérrez: Il trovatore (1995) - Bergman: Társasjáték New Yorkban (1995) - Dickens: Isten pénze (1995, 2003, 2006, 2008) - Harwood: A karmester (1996) - Marriott-Foot: Csak semmi szex, angolok vagyunk (1996) - De Silva: Hírnév (1996) - Simon: Az utolsó hősszerelmes (1996) - Dürrenmatt: Romulus der Große (1997) - Farrell-Heller: Baby Jane (1997) - Müller Péter: Mária evangéliuma (1997) - Karp: Örömszülők (1997) - Cooney: Nem ér a nevem (1997, 2010) - Simon: A jó doktor (1998) - Simon: Mezítláb a parkban (1998) - Ludwig: Csillagok Buffalóban (1998) - Kodály Zoltán: Székelyfonó (1998) - Wouk: Zendülés a Caine hajón (1998) - Maugham: Csodálatos vagy, Júlia (1998) - Springer-Kolozsi: Psota! (1999) - Madách Imre: Az ember tragédiája (1999) - Victor Hugo: Nyomorultak (1999) - Müller Péter: Lugosi (a vámpír árnyéka) (2000) - Stroppel: Sors bolondjai (2000, 2009) - Ebb-Fosse: Chicago (2000, 2001) - Kästner: Emil és a detektívek (2001) - Margulies: Vacsora négyesben (2001) - Coward: Forgószínpad (2002) - Cooney: Páratlan páros 2. (2002) - Szakonyi Károly: Turini nyár (2002) - Szabó Magda: Kiálts, város! (2002) - Rice: Evita (2002) - Gyurkovics Tibor: Nagyvizit (2002) - Dürrenmatt: Írói élmény (2003) - Lázár Ervin: A négyszögletű kerek erdő - avagy a játéknak soha nincs vége (2003, 2010) - Leroux: Az Operaház fantomja (2003) - Bognár László: Élektra - avagy kié lesz a hatalom (2004) - Shakespeare: Rómeó és Júlia (2004) - Scribe: Egy pohár víz (2004, 2007) - Garrido: Agamemnon hazatér (2004) - Békés Pál: A kétbalkezes varázsló (2004) - Opelka: C'est La Vie (2004) - Eliot: Koktél hatkor (2006) - Pozsgai-Fonyódy: Árpád népe (2006) - Wesker: Annie, Anna, Annabella (2009) - Gárdonyi Géza: Egri csillagok (2009) - Stewart: Szeretem a feleségem (2010) - Dobozy Imre: A tizedes meg a többiek (2010) - McNally: Frankie és Johnny (Krumplirózsa) (2011) - Chenelière: Ha elhagysz, veled mehetek? (2011) |

## Családja
Lánya, Götz Anna színésznő, fia, Götz Nándor klarinét- szaxofonművész, zeneszerző.

## Díjai
- Jászai Mari-díj (1984)
- A Magyar Érdemrend tisztikeresztje (2013)